# Masakra w Hula
Masakra w Hula – masakra, która miała miejsce między 31 października a 1 listopada 1948 w miejscowości Hula w Libanie, położonej 3 km na zachód od kibucu Manara, niedaleko rzeki Litani. 

## Przebieg
W ramach Operacji Hiram wieś została zajęta 24 października przez Brygadę Karmeli Sił Obronnych Izraela (IDF) bez żadnego oporu. Kobiety i dzieci zostały wypędzone, a większość mężczyzn w wieku od 15 do 60 lat rozstrzelano. Łącznie w jednym domu, który później został wysadzony, zamordowano od 35 do 58 mężczyzn. Jeden izraelski oficer został postawiony przed sądem wojskowym, skazany i początkowo otrzymał karę 7 lat więzienia, która została następnie skrócona do jednego roku w wyniku apelacji.

## Skutki i postępowanie sądowe
Dwóch oficerów zostało uznanych za odpowiedzialnych za masakrę i zgłoszonych jako zbrodniarze wojenni przez swojego przełożonego, Dova Yermiję. Jednym z nich był porucznik Szmuel Lahis, dowódca kompanii, który został oskarżony o morderstwo przez izraelski sąd wojskowy. Podczas procesu Lahis bronił się twierdząc, że zbrodnia miała miejsce poza granicami Izraela. Sąd wojskowy odrzucił tę linię obrony, ale przyznał mu możliwość odwołania się do Sądu Najwyższego. W tej samej sprawie rząd izraelski argumentował, że Najwyższy Sąd nie ma prawa interpretować prawa wojskowego. W lutym 1949 sąd odrzucił zarówno argument Lahisa, jak i stanowisko rządu, zezwalając na kontynuację procesu.
Lahis został uznany za winnego i skazany na 7 lat więzienia. Po apelacji wyrok został skrócony do jednego roku i Lahis został zwolniony z więzienia w 1950. W 1955 otrzymał prezydencką amnestię z mocą wsteczną.

## Późniejsze życie i kontrowersje
Szmuel Lahis został prawnikiem, a w 1978 roku został mianowany prezesem Agencji Żydowskiej. Niektórzy Izraelczycy sprzeciwiali się tej nominacji ze względu na jego udział w masakrze w Huli.
W czasie nominacji Lahisa jego dawny przełożony w Brygadzie Karmeli, Dov Yermiya, wysłał list do przewodniczącego Agencji Żydowskiej, Arie Dulzina, w którym opisał udział Lahisa w masakrze. Po mianowaniu Lahisa sprawa została nagłośniona w izraelskich mediach i wywołała debatę w Knesecie. List Yermiya został później opublikowany w gazecie „Al Hamishmar":

Otrzymałem raport, że w miejscowości nie było żadnego oporu, nie było działań wroga w okolicy, a we wsi pozostało około stu osób. Poddali się i prosili, by mogli zostać. Mężczyźni zostali zamknięci w jednym domu pod strażą. Zostałem tam przyprowadzony i zobaczyłem około 35 mężczyzn [Yermiya nie pamięta dokładnej liczby, faktycznie było ich ponad 50], w wieku 15–60 lat, w tym jednego libańskiego żołnierza w mundurze.
Gdy następnego ranka wróciłem do wsi z rozkazem wypędzenia mieszkańców, dowiedziałem się, że podczas mojej nieobecności dwóch oficerów zastrzeliło wszystkich więźniów znajdujących się w domu z użyciem pistoletu maszynowego, a następnie wysadzili dom, grzebiąc ciała pod gruzami. Kobiety i dzieci zostały wysłane na zachód.
Gdy zapytałem go, dlaczego to zrobił, oficer odpowiedział, że to była 'zemsta za śmierć jego najlepszych przyjaciół w masakrze w rafinerii w Hajfie.

## Upamiętnienie
Podczas izraelskiej inwazji na Liban w 2024 żołnierze izraelscy zdewastowali pomnik ofiar masakry.